# Dicranomyia aberrans
Dicranomyia aberrans är en tvåvingeart som först beskrevs av Ignaz Rudolph Schiner 1868.  Dicranomyia aberrans ingår i släktet Dicranomyia och familjen småharkrankar.
Artens utbredningsområde är Venezuela. Inga underarter finns listade i Catalogue of Life.